# Тіокеталі

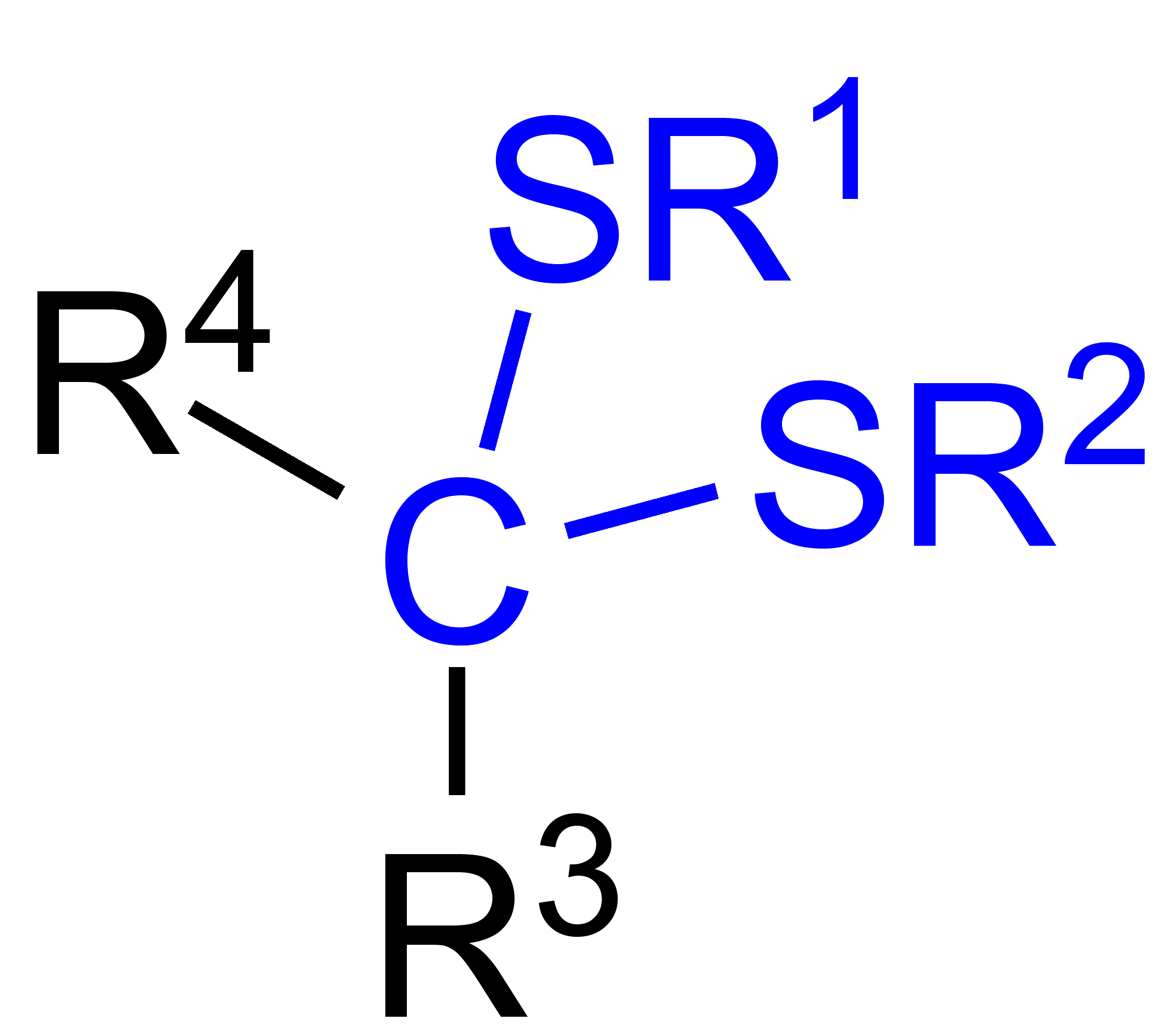
Хімічна структура тіокеталі.

Тіокеталі (англ. thioketals) — сірчані аналоги кеталів R2(SR)2. Окиснюються (H2O2, ін.) до
дисульфонів. При нагріванні розкладаються з утворенням тіокетонів та ін. Гідролізуються в присутності кислот та лугів з

Синтез тіокеталів.

відщепленням меркаптидного залишку.